# José Recabarren Apablaza
José Recabarren Apablaza (21 de mayo de 1898  Los Ángeles, Chile - 28 de julio de 1980) fue un profesor de Estado de Artes Manuales, escultor y artesano chileno.

## Reseña biográfica

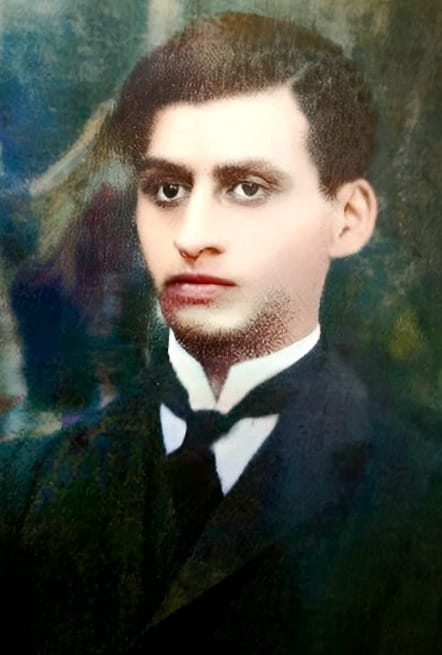
Imagen de José Recabarren

Su trabajo como profesor marcó la vida de muchos estudiantes de Santiago, pues su filosofía pedagógica se sustentaba en el lema “Saber hacer; saber vivir”. De esta forma educó a sus estudiantes en el trabajo de las manos y el desarrollo de las habilidades y fortalezas de estas, pues consideraba que el trabajo de las manos no sólo era una labor noble sino que también un aprendizaje fundamental en el desarrollo de los individuos de una sociedad.
Nació en la ciudad de Los Ángeles, estudió en la escuela Normal de Victoria, logrando su título de “preceptor” en 1919. En 1920 llega a Santiago para iniciar sus trabajos como docente en la Escuela Salvador Sanfuentes. Se instala a vivir en un cité en la calle Santo Domingo con Matucana, lugar importante en su vida, ya que allí conoce a personas que marcarán su futuro profesional e intelectual. Ingresa al Pedagógico de la Universidad de Chile con el objetivo de ampliar su conocimiento y allí obtiene el título de Profesor de Estado en Artes Manuales con la máxima calificación.
En el pedagógico comparte estudios con los poetas Romeo Murga y Pablo Neruda. Recabarren o “Reca” como le decían sus amigos, fue un hombre que siempre manifestó interés por el arte clásico y la espiritualidad, sumergiéndose en aquel mundo durante su época de estudios universitarios, disfrutando del arte y sus manifestaciones en el contexto de un Chile de los años 20. Por esos días se reencuentra con Laudelina Araneda, estudiante de la Escuela Normal de Angol, lo que propicia una relación que en 1923 culmina en matrimonio. A partir de este momento la vida en familia permite a José aprender diversos oficios tomando como referentes a sus amigos y vecinos del sector de Gruta de Lourdes. Observa las habilidades del sastre, del carpintero, del mueblista, concurre a talleres de escultores y así suma experiencia. El aprendizaje de este tiempo lo vuelca en su Memoria de Título de Profesor de Estado de Artes Manuales (1925). De este trabajo recopilatorio de sus saberes surge la frase “La preparación de las manos es insustituible para la preparación de la vida del trabajo”.

### Familia
Para el año 1926 José Recabarren y Laudelina ya tenían 3 hijos: Lina, Moisés y Teresa. Junto con “la mamita nieves”, como le decían a la señora Nieves Gutiérrez Cid, madre de Laudelina, emprenden viaje a Antofagasta. Allí José se convierte en el director del Internado de hombres de la ciudad. En este lugar, José velaba por el bienestar de los estudiantes, desde la alimentación hasta el desarrollo de su espíritu. Por lo mismo su trabajo sobrepasa la jornada laboral y sus funciones variaban desde el abastecimiento de los comedores, la docencia y personal de aseo. Durante este período, Recabarren forma los primeros coros en el norte, transmite sus conocimientos en torno al oficio de los muebles y organiza talleres de instrucción de la asignatura “trabajos manuales”. El internado acogió a jóvenes de pueblos alejados de la ciudad, lo que permitió ampliar los horizontes de muchas familias.
José entregó toda su energía y fuerza a este proyecto, al mismo tiempo que su familia disfrutaba de los aires del norte de Chile. Tenía su taller de escultura a un costado de la casa, en donde desarrollo algunas de las obra que perduran hasta el día de hoy, como Teresita y la caracola, ¡Hip hip urra! el triunfador, Dolor, el Cristo de la Agonía. El internado de Antofagasta funcionó muy bien durante varios años, sin embargo, y probablemente debido a la crisis del salitre, las condiciones económicas no permitieron sostenerlo en el tiempo. El valor de los alimentos aumentó tanto que se hizo imposible seguir costeando el proyecto, por lo que la familia Recabarren Araneda tuvo que volver a Santiago en 1939.
Embarcados en el Reina del Mar vuelven a Santiago. Se establecen en el Pueblo Histórico de Tres Acequias, al sur de San Bernardo, en un huerto agrícola que llamaron “El huerto Las Nieves” en reconocimiento al apoyo y la labor de Nieves Gutiérrez en el cuidado de la familia. Aquí nace Bernardo, el cuarto y último hijo. Durante los siguientes 40 años el Huerto Las Nieves será el hogar de esta familia, donde cultivarán la tierra junto con la mente y donde José seguirá desarrollando y perfeccionando la escultura y la cestería.

### El profesor normalista
Recabarren se establece como profesor de enseñanza manual en el internado Nacional Barros Arana y trabaja allí 10 años educando manos y mente, transmitiendo lo aprendido hasta ahora en su vida. Posteriormente trabajó en el liceo Miguel Luis Amunátegui. Es en este momento de su vida profesional que crea y publica el libro “Cómo se enseñan los trabajos manuales” para la educación primaria y secundaria, libro que contiene valiosas enseñanzas tanto para los educandos como para los educadores. Este libro es la esencia de este profesor normalista y escultor, cuya vocación se refleja en cada página.

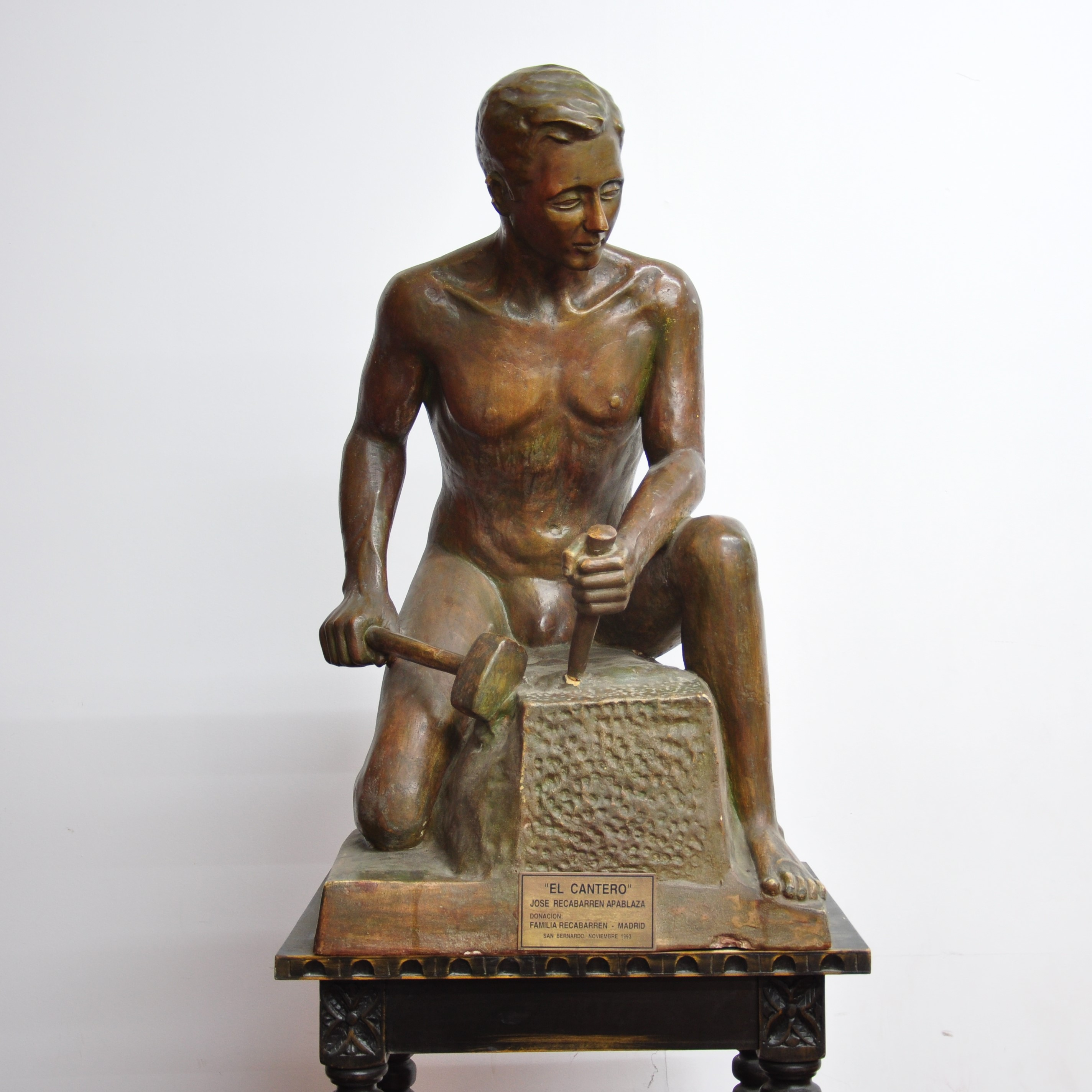
El cantero Escultura de José Recabarren Apablaza, expuesta en Salón museográfico de la Fundación José Recabarren

### El hombre artista
Además de escultor y profesor, José Recabarren también fue un artesano que rescató el antiguo arte de la cestería. Luego de años de minucioso trabajo y perfeccionamiento de la técnica, Recabarren expone por primera vez sus obras de cestería artística en el salón del Círculo de Periodistas de Santiago en 1959. “Biblioteca nacional” (1977)- SERCOTEC (Corfo) reconoció esta artesanía artística, adquiriendo tres piezas para enviarlas a exposición internacional americana permanente en Japón. Las cualidades de perfeccionista, autoexigente y disciplinado permitieron que llevara al más alto nivel el arte de la cestería, desde la preparación de los materiales naturales hasta la ejecución de la técnica.
Este profesor normalista, escultor y artesano nunca dejó de trabajar en sus diversas ideas y propósitos, fue incansable investigador y recopilador de saberes, por lo mismo las dos publicaciones que se registran de su autoría contiene tan valiosa información.
La obra “Escultores Chilenos” fue una investigación que no logró ver la luz mientras José vivía, sin embargo la Fundación Profesor José Recabarren, muchos años después, finalizó la misión del escultor, compilando y editando el trabajo. Este segundo libro contiene el trabajo de casi una década. En él se reúne la obra de 43 escultores chilenos más la biografía del autor, que fue añadida posteriormente, actualizando la obra para la 1.ª edición lanzada en 2019.
El legado del profesor, escultor y artesano José Recabarren Apablaza se conserva hasta la actualidad en la que fue su casona y ahora es la Fundación Profesor José Recabarren, institución que levanta su hijo menor, en honor a la memoria de su padre, su trabajo de toda la vida y las enseñanzas que se transmitieron a las nuevas generaciones.

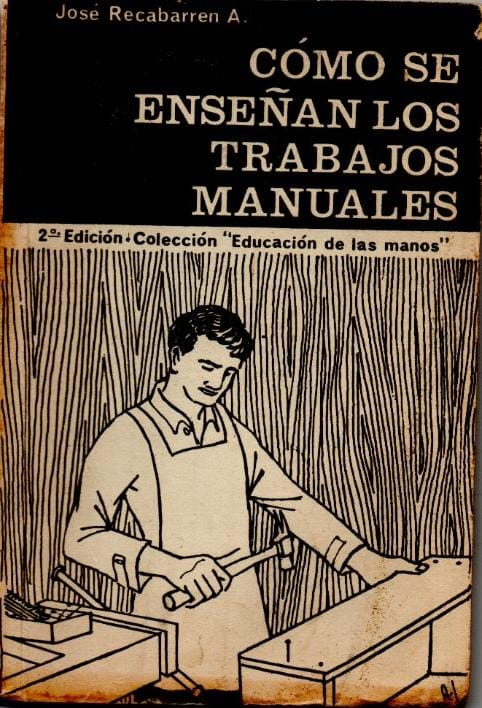
Cómo se enseñan los trabajos manuales Libro escrito por José Recabarren Apablaza.

## Publicaciones
- Cómo se enseñan los trabajos manuales. Este libro es un instructivo para docentes de artes manuales, en donde se especifican tipos de trabajos para realizar con los estudiantes. Así mismo se pueden observar no solo indicaciones, sino que también consejos y propuestas para incentivar y levantar el ánimo de cada tipo de estudiante que se pueda encontrar en un aula. Por otra parte, el prólogo del libro es un diálogo que Recabarren abre para conectar con el estudiante, y así inicia “A ti, estudiante, pasajero de las aulas, a ti quiero dedicar las frases que prolongan este librito…” En estas primeras palabras habla el profesor a sus alumnos, aconsejando sobre el futuro y el trabajo venidero.
- Escultores chilenos. Este texto es la recopilación de una extensa investigación realizada por José en torno a los escultores chilenos y sus trabajos, recopilando la vida y obra de 43 escultores chilenos.